# درفات (المهرة)

تعديل مصدري - تعديل

درفات هي إحدى قرى عزلة سيحوت بمديرية سيحوت التابعة لمحافظة المهرة، بلغ تعداد سكانها 1224 نسمة حسب تعداد اليمن لعام 2004.